# Theophrasta
Theophrasta es un género de plantas con flores perteneciente a la familia  Theophrastaceae. Comprende 47 especies.

## Especies seleccionadas
- Theophrasta americana
- Theophrasta angustifolia
- Theophrasta antioquenis
- Theophrasta fulgens
- Theophrasta jussieui
- Theophrasta pendula